# OMO Ilinden Pirin

Bandera i logotip d'OMO Ilinden Pirin

L'Organització Macedònia Unida Ilinden–Pirin (en macedònic Обединена македонска организация: Илинден–Пирин) o OMO Ilinden Pirin és una organització política dels macedonis de Bulgària que declara com a objectius la protecció dels drets humans, l'idioma i la nacionalitat de la minoria macedònia al país. A Bulgària, la mateixa organització és considerada com a organització separatista finançada per un govern estranger.
El 1999 l'organització va ser registrada com a partit polític i va participar en les eleccions municipals del mateix any. El partit va obtenir aproximadament 3.000 vots a la província de Blagòevgrad (Macedònia de Pirin), en consonància amb el nombre d'autodeclarats ètnicament macedonis a la regió segons l'últim cens Búlgar (3.100 en 2001). El partit no va rebre gairebé vots a la resta del país.
El 29 de febrer, 2000, per decisió de la Cort Constitucional de Bulgària, OMO Ilinden Pirin va ser expulsat del sistema polític búlgar com a partit separatista. El 25 de novembre, el Tribunal Europeu de Drets Humans a Estrasburg, va condemnar Bulgària per violació de la llibertat d'organitzar mítings d'OMO Ilinden-Pirin. El tribunal va declarar que Bulgària havia violat la Llei 11 de la Convenció Europea de Drets Humans.
El 26 de juny 2006, el partit va celebrar una nova reunió fundacional i va provocar certa controvèrsia en els mitjans de comunicació búlgars. La reunió es va celebrar a la ciutat de Gotse Dèltxev, malgrat una manifestació de protesta de l'Organització Revolucionària Interior Macedònia – Moviment Nacional Búlgar. El diputat d'aquest partit, Boris Yachev, acusà al govern macedoni de patrocinar el partit amb 75,000 euros i demanà la retirada de l'ambaixador macedoni Abdurahman Aliti.
El 30 de juliol del Tribunal de la Ciutat de Sofia va confirmar la decisió de denegar el registre; els arguments avançats pel tribunal van ser, entre d'altres, que el quòrum necessari de 530 firmes no s'havia assolit i que hi havia moltes irregularitats, entre els que es presenten.
Des d'abril de 2007 és membre de l'Aliança Lliure Europea.